# تنغ سبز (حومة بم)
تنغ سبز (بالفارسية: تنگ سبز) هي مستوطنة تقع في إيران في منطقة مركزية ريفية. يقدر عدد سكانها بـ 82 نسمة بحسب إحصاء 2016.